# 京四郎
『京四郎』（きょうしろう）は、樋田和彦による日本の漫画作品。『週刊少年チャンピオン』（秋田書店）にて、1995年20号から2000年14号まで連載された。作者の樋田和彦にとって初の連載作品となる。
ヤンキー漫画であるが、喧嘩や抗争などのほか、アウトドアやスポーツ等幅広い題材を取り上げ、週刊連載で約5年・単行本25巻に及ぶ長期連載となった。内容的には高校時代と中学時代のエピソードに大別できるが、本編での登場順は時系列と一致していない。舞台は長野県上田市・軽井沢町という設定。
2009年には、『週刊少年チャンピオン』の創刊40周年記念として、同年40号に読切作品が掲載された。
1998年にはバンダイ・ミュージックエンタテインメントからドラマCDが発売されている。
2023年5月1日より『マンガクロス』（同）にて、23年ぶりの続編となる『京四郎 少年ヤクザ編』の連載を開始。少年ヤクザと恐れられた佐倉京四郎と緑川誠の過去を描いている。

## あらすじ

### 高校生編
春、長野県。佐倉京四郎は彼女の西山麗子と共に上田清水ヶ丘高校（通称、清高）に入学した。自慢のボンタンを見せびらかす京四郎に同じ1年生の長崎が話しかけてきた。「誰がボンタンはいていいって言った?」 清高には改造学生服を着る不良の間から「カンパ」と称して金を集めるシステムが存在していた。1年30人と1年の頭を名乗る長崎を倒した京四郎は集金グループから一躍敵視され、次は2年の金山が襲いかかってくる。金山を倒しても3年が居る。親友の緑川誠と共にこの蟻地獄から抜け出し、カンパの黒幕を叩く。
また、2年になると野球部のエース倉田ちゃん（女性）の夢をかなえるべく甲子園に出場、見事初出場初優勝を飾る。そしてこのとき3年生であり、カンパの黒幕を実質潰したといっていい相沢が率いるチーム「白夜PARTⅡ」が勢力を拡大していた。その速度たるや凄まじいものがあり、長野県内のチームを次々と潰していく。相沢の野望のためには元「MAX」であり相沢を超える可能性を秘める京四郎、緑川の存在が邪魔だったため、「白夜」は京四郎・緑川が分散している状態で奇襲を仕掛ける。舎弟らの力を借りてその危機を脱出した京四郎だったが、「MAX」の元総長・緒方や先輩である鬼頭が「白夜」に潰されたことを知る。京四郎らはついに「白夜」を潰すことを決意。一方京四郎らを潰し損ねた相沢も準備を怠らずに京四郎を迎え撃つ姿勢を整える。「MAX」を再結成し、「広域連合」を引っさげて、京四郎と相沢は対決する。その後相沢と和解し、相沢の卒業式後京四郎たちが中心となり、結婚式を挙げた。
3年になると、名古屋時代相棒だった九里と、彼が少年院で出あった仲間達が暴走族潰しの集団「無名」を立ち上げる。そして、長野にも攻め込んできた。九里を知る京四郎は友情や彼の思いを理解していたので苦しむが、「広域連合」を再度率いて戦いを挑む。

### 中学生編
高校編にさかのぼること約3年前。佐倉京四郎は名古屋にいて、その中学校を仕切ろうとしていた。しかしその中学校は「暴走族養成中学」と言われ、不良達のバックには巨大暴走族「零帝国」がいた。「零帝国」と中学の不良達に苛められ、結果自殺した兄の復讐を誓う九里と、スケバン達に目の敵にされていた葉山と3人で京四郎は彼らに戦いを挑む。
中学2年の冬。佐倉京四郎は名古屋から軽井沢第三中学校に転校してきた。名古屋で鍛えたケンカテクで学校のトップを目指す京四郎は、初日に出会った緑川誠と衝突するが模擬刀等を駆使し引き分ける。更に軽三中の表番でもある鬼頭とも敵対するが鬼神の如き強さを誇る鬼頭相手に手も足も出ず、舎弟となる。また、この頃麗子とも出会う。以来緑川とは敵対しながら、頼れる相棒同士として喧嘩にスポーツに明け暮れるようになるが、突如200名の隊員を誇るチーム「RUDE」が誕生。「RUDE」に襲撃された鬼頭の敵をとるため、伝説のチーム「MAX」の力を借りた佐倉と緑川は僅か9名で200名に対して抗争を仕掛ける。

## 登場人物

### 主要人物
佐倉 京四郎（さくら きょうしろう）
主人公。上田清水ヶ丘高校1年→3年生。中学 - 高1までのトレードマークはサングラス（中学1年は四角の黒サングラス、その時スペアとして現在の丸サングラスを持っており、中2以降はこれで定着する。高2進級時には外している。理由は、相沢と被る為）金髪なのは中1初期と彼女がいる時限定らしい（彼女がいない中1後期 - 中2夏は黒髪オールバック）。中学1年迄は名古屋に住んでいて、中学2年時に長野に引っ越してきた。先輩の鬼頭良男の紹介により第35代MAXの幹部となる（ただし3年時の回想シーン等では「単なる下っ端」となっている）。その後相沢白夜との対決の為、解散したMAXを復活させ、36代目MAX総長となる。釘バットを花束で包んだ「花バット」や催涙スプレー、特殊警棒、模擬刀等武器を主体にして喧嘩をする。一方で武器に頼った喧嘩の欠点も理解しており、ここぞという時には素手でも無類の強さを発揮する。中学生時代には保護観察処分や少年院送致も何度か経験するなど、一時期はかなり荒んでいたらしい。野球では投手、捕手、外野が守れる。パワーヒッターでもあり、甲子園優勝を決めるサヨナラホームランを打った。喧嘩でも野球でも、大胆かつ繊細な戦略を立てるのが得意。愛車はスーパーカブ（みどりについて行けた程のカブである）と鬼頭から10万で譲ってもらったCBX。相沢白夜との抗争で、大幅にカスタマイズした。小学生時代にボーイスカウトを経験しており、アウトドア方面の知識実践に詳しい一面を持つ。霊感が強く、見えてはいけない物が良く見える。その影響か、妖怪や幽霊の知識も豊富。かなりの酒豪であり、地元商店街において居酒屋の店員やバーのママ等顔も広い。最終話で大学浪人を経て母校の教師となる。
ちなみに母は元女帝のトラック運転手で未だに京四郎が勝てない程喧嘩が強い（ライオンさえ手懐けた）。父は探偵で体力はゼロだがスケートが得意。若い頃から苦労しており、必死に勉強をして教師の資格も取っており、京四郎の学校に教員として赴任したこともある。手がかりが1つでもあれば大方の謎は解いてしまい、それ故に警察から引っ張りだこのようである。だが家庭は貧乏で、キャットフード数十個買っただけでおかずを買えなくなる程。
緑川 誠（みどりかわ まこと）
京四郎の親友。トレードマークはバンダナ。1年時は自称「長野最強の男」。京四郎や麗子など親しい人物からは「みどり」の愛称で呼ばれる。中学校時代では一匹狼の裏番として知られていた。転校してきた京四郎とははじめ犬猿の仲だったが、対RUDE戦を経て和解。後に頼れる相棒となる。京四郎と組んでの喧嘩は負け知らずで、その過激さから他校の生徒から「少年ヤクザ」とまで恐れられていた。中学卒業あたりからバイク日本一周の旅に出ており、登場は高校入学1ヵ月後から。京四郎と異なり、真っ向から自分の拳で戦うタイプ。武器は新聞紙をこより状にして拳に巻いた「新聞メリケン」。野球ではファーストと外野が守れ、パワーヒッターであるが、俊足でもある（セーフティバントを決められる）。愛車はGPZ900R。中2でウィリーを決められる程のテクニックの持ち主。京四郎同様白夜抗争前大幅にカスタマイズした。スーパーカブも持っている。幽霊がやたらと出る大屋敷に住んでいるが、霊感がゼロの為見えない。家は非常な金持ちらしい。京四郎に彼女がいるせいか恋を求める惚れっぽいタイプで、本編序盤ではそこに付け込まれるケースが多かった。後に妃魅子の川代美千代と付き合い始める。最終的にプロのバイクレーサーとなる。
西山 麗子（にしやま れいこ）
京四郎の彼女。物語中ではほぼ一貫して漢字に「レーコ」とルビが振られている。京四郎、緑川らと同級生。同中学出身。中学時代に上級生のスケ番、田中聖奈を倒すべく注意深く機会を待ち決行するも敗れたために聖奈の妹分になる。京四郎とは聖奈や鬼頭の介添えもあって中学時代から交際していた。中学2年時、京四郎の誕生日に手製の「花バット（花束で偽装した釘バット）」をプレゼントするなど、京四郎の喧嘩三昧を止める気はなかった（高1時後悔している）。自分でも釘バットを使っていた。高校進学後は不良っぽい言動は封印していたようだが、京四郎や友人の危機にはためらいなく行動する。作中の女性の中ではかなりの強さを誇っていたが族嫌いで、親友の妃魅子の川代美智代がいくら誘っても族には入らなかった（妃魅子を引っ張って窮地を救った事はある）。部屋にサンドバッグがあり、毎日殴って鍛錬しているので不良引退後でも強い。卒業後は教師となり、京四郎と結婚してやはり京四郎と同じく母校に勤めている（但し京四郎が浪人している為1年先輩）。
川代 美千代（かわしろ みちよ）
妃魅子特攻隊長。2年になり総長になる（3代目）。全メンバー随一の喧嘩っ早さであだ名は「瞬間湯沸かし器」。麗子とは高校で知り合ったため、彼女の過去や聖奈の後輩であることは知らなかった。女性ではトップクラスの喧嘩の強さを誇る（但し1年の時点では「麗子の方が凄い」と言っていた事等を考えると、1年 - 2年で相当の場数を踏み、強くなったようで最終的には麗子と同程度迄強くなっていた）。緑川の彼女で、彼氏とのデートは喧嘩より優先（結局喧嘩したが）。とてもタフ。硬派で敵だった人も抗争終了後仲間にする懐の深さがある。
今井 圭二（いまい けいじ）
初登場はバックボーンなく旗揚げした暴走族闇天使の初代総長。闇天使のバックボーンのために元有名暴走族MAXのメンバーだった佐倉と緑川を倒し名を上げようと挑戦するが敗北。その強さに惚れ込み佐倉たちの親衛隊となり、暴走族のいろはを学ぶ。抗争や喧嘩では頼りになる舎弟分として佐倉たちを支えるがアウトドアや夜遊びでは頼りない後輩として扱われることが多い。喧嘩の実力はあるのだが、調子に乗ってるときと気が張ってるときの落差が激しい。後に佐倉の後を継ぎ三十七代目MAX総長を襲名した。

### 上田清水ケ丘高校
石巻 哲（いしまき てつ）
盗み癖のある清高生で佐倉らと同学年。bigになりたいが故に佐倉に近づくが「盗っ人は嫌い」との理由から当初は全く相手にされなかった。緑川が現れたときは窓ガラスを割って外に飛び出るほどの鉄拳を食らう。しかし対3年戦では、京四郎のピンチに際してカタナを奪い、助ける。喧嘩はめっぽう弱いためメインの抗争のエピソードからは一線を引くが、準レギュラー的な位置付けとなり、アウトドア編では佐倉に匹敵する知識をひけらかしたり、野球編で活躍する。本人とそっくりな父親を持つ。
長崎（ながさき）
北中出身で元1年頭。1年からカンパを取り上げる役割を担当しており、当初佐倉と対戦したが敗北。以降2，3年の制裁を恐れ学校から姿を消す。しかし街中で佐倉らと偶然出会うと、佐倉が3年を倒したことを聞き、2か月ぶりに登校。以降サブキャラクターとして物語に関わることもあった。
酒田（さかた）
長崎と共にカンパを集める役割だったが、長崎が佐倉にやられたことにより1年を統括することを命ぜられる（実際に回収していた描写はない）。佐倉・緑川を除けば長崎に次ぐ1年ナンバー2だが、佐倉曰く「全然強くない」。但し京四郎のピンチに喧嘩の助太刀をしたこともある。南中に元彼女が居る。
金山（かなやま）
2年の頭。かなりの巨体で、少年院入りも恐れない精神の持ち主だが、京四郎に敗北。遠山の命を受けてリベンジを挑むが、京四郎とともに現れた緑川を前に彼らの中学の評判を思い出し、その実力差を悟って再戦を挫折。以降姿をくらます。
白崎（しらさき）
カンパ集め事件編での3年の統括。税金を集めるために障害となり得る教師や生徒の調教を担当する。表向きは一般生徒で優等生だが上田南高校で暴力事件を起こし退学、上田清水ケ丘高校に再入学した過去を持つ。
森田 さつき（もりた さつき）
白崎の仲間。襲撃のため京四郎と別行動となるように緑川の彼女を演じていた。
松島 さゆり（まつしま さゆり）
元レディース白夜隊員。男関係が激しく（十数名の彼氏がいる援助交際）ドラッグパーティに参加するなど問題があるためチームを除名された。白夜世代間戦争中、レディース白夜は地下に潜っており、再び援助交際を開始、そのことがレディース白夜に知れヤキ入れの標的となっていた。レディース白夜から身を守るため緑川を彼氏にすることで強力なボディーガードとしようと一時的に彼女になっていた。
倉田 ひとみ（くらた ひとみ）
野球編のメインキャラクター。右投げ右打ち、ポジションは投手。上田清水ケ丘高校野球部で最も野球がうまいが女性であるため公式戦には普通には参加できなかった（男装して参加はしていた）。3年の夏は高野連が女性選手の出場を認めたため普通に参加し京四郎、緑川と共に甲子園出場をしている。アンダースローによる球威のあるストレートに加え七色の秘球（レインボーボール）やパームボールなど難度の高い変化球の使い手。また、甲子園でホームラン4本を打つなど強打者。
広末 真樹（ひろすえ まさき）
元々は石巻のギャンブルの師匠として登場。石巻が広末を連れて遊びに行ったゲームセンターで京四郎らと出会い意気投合し、後に清高に転校してきた。MAX（広域連合）と白夜PARTⅡとの抗争においては、一時的に行方をくらます必要に迫られた京四郎らを実家の総合病院に匿い、さらに株式投資で得た1000万円を抗争資金として提供するなど、同抗争における影の功労者となった。

### 白夜

#### 白夜（初代）
遠山 実（とおやま みのる）
カンパ集め事件編の首謀者であり清高体育教師。初代白夜総長。現役時代はベンツ1台でチームを1つ潰せるほどの実力者。本来は仲間思いであるらしいが金が絡むと人が変わる。とあることをきっかけに白夜世代間戦争に突入するが敗北。金に溺れた結果、すべてを失い、かつての仲間から追われる立場となってしまった。
蒲田（かまた）
初代白夜副総長。現役を退いているが、世代間戦争では当時の白夜PARTⅡ副総長を一対一で倒している。

#### 白夜PARTⅡ
相沢 麗人（あいざわ れいにん）
金山失踪後、上田清水ヶ丘高校の2年を束ねる。チーム「白夜PARTⅡ」の総長でもあり、上田市内ではかなりの有名人物。京四郎が高校1年生当時は京四郎以上の実力を持つと描写されていた。しきりに京四郎を白夜に入れようと画策するも失敗。とあることをきっかけに先代「白夜」と激突。京四郎の協力を得つつ幹部らだけの抗争を作り出し先代を潰す。
3年でも再び登場。大金を手にした相沢は全国制覇を目論み、「白夜」は長野県内を次々と制圧しながら総勢300人の大型チームとなっていき、その過程で京四郎らと激突する。卒業後は建設会社に就職し、彼女である染谷丘と結婚、子供が出来ていた（まだ妊娠中）。小宮山が無職になり助けて貰おうと思って寄ってみるも、あまりに幸せすぎて「馴染めない」と思わせた。その喧嘩の強さは作中でもトップクラスで、ヤクザからスカウトが来ている程だった。
小宮山 浩（こみやま ひろし）
白夜PARTⅡ親衛隊長。3年時には副総長に昇格する。ナイフをためらいなく使う危険な男で相沢の相棒。相沢に友情のワンランク上の感情を持ち、染谷丘に嫉妬していて、結婚が決まった時等は泣いていたし、結婚式でも泣いていた。相沢同様ヤクザからスカウトされていた。卒業後自動車修理工場に就職するも勤め先の工場が潰れ、夜の街をウロついてバーの呼び込みになる。その後持ち前の喧嘩の強さを買われバーの用心棒となり給料が大幅にアップするも金に飽かして遊びまくり、体調を崩しバーをクビになる。その後散々愚痴った挙句スカウトされ自衛官になる。作中では一、二を争う苦労人である。
上村 雅人（うえむら まさと）
白夜PARTⅡ特攻隊長補佐。2年時には特攻隊長に昇格する。また上田南高校の番格。剣道の有段者で棒状の武器を好んで使う。酒田の殴りこみの件で京四郎と出会い、エロ本関係で緑川と仲を深める。友情よりチームのことを優先したため、京四郎と度々対立するが本人同士の仲が悪くなることがなかった。普段は硬派キャラだが、幼なじみの彼女がおり、彼女の前ではなぜか赤ちゃん言葉になるなどキャラが一変する（その現場を圭二に目撃されており、京四郎が上村をからかう時のネタにされた）。

#### レディース白夜
染谷丘 彩（そめやおか あや）
レディース白夜総長。物語開始時は相沢に惚れていて、相沢に似ている京四郎に喧嘩を吹っかけた事もある。
女性キャラクターの中ではかなり喧嘩が強く、そしてとても気風が良く、硬派（曲がった事は身内だろうと許さず、身内が悪いと知ったら即謝罪した）。なので同じく硬派な京四郎や緑川を気に入っている。白夜が全国制覇する際、レディースを解散した。卒業後は相沢と結婚（卒業式終了後、結婚式を挙げた）し、卒業後半年程度過ぎた後、妊娠していた。

### 妃魅子
田中 聖奈（たなか せいな）
京四郎達の中学時代の先輩で、中学のスケバン。3対1でレーコを倒す等実力は女性で最強。中1で既に男子をシキっていた鬼頭と、同じく女子をシキっていた聖奈が生徒指導を受けている際先生が嫌味で言った「お前らが付き合えば最強のカップルになれるな」の一言で鬼頭と付き合いだす（但し、聖奈が何気なく言った「野球選手のお嫁さんになりたい」の一言で鬼頭が野球部に入るなど、関係や想いはどんどん深くなっていったようだ）。高校時代は「最強のカップル」と評されていた。妃魅子2代目総長。
雛野 聖（ひなの ひじり）
妃魅子3代目副総長、4代目総長。美千代達の後輩。喧嘩っ早く実力もそこそこあるが、実戦経験が足りず不測の事態にうろたえて妃魅子初の敗北を喫する。そのリベンジに麗子に協力、叱咤して貰った事がきっかけで麗子に惚れてしまう、レズビアン。総長になった後は妃魅子をカラーズ（カラーギャング）にしてしまう。結局麗子を諦め、瞬という中3のレズビアンと交際することに。

### MAX
緒方 大介（おがた だいすけ）
MAX35代目総長。京四郎や緑川に抗争や走り等、暴走族としての教育を施した伝説の総長。京四郎が中学2年生当時で30歳。翌年、子供が出来たという理由から引退。MAXは一時解散となった。
岡田 照朝（おかだ てるとも）
MAX35代目副総長。総長の緒方と共に京四郎や緑川に教育を施した。溶けたアスファルトをバットの先ですくって相手に飛ばすという作中でも随一の過激な技を使う。RUDEとの抗争時には高校の制服を着ているコマがあったため当時は高校生であったと思われる。その後は東京で就職していたが、白夜PARTⅡとの抗争にも駆けつけ活躍した。白夜PARTⅡ旗揚げ当時の相沢と遭遇し互角の戦いをしたことがある。

### その他の登場人物
谷口 友成（たにぐち ともなり）
清高狩りを行う少年院帰りのシンナー中毒者。護身棒、安全靴、シンナー等可燃性液体を使用した放火などを巧みに使い、緑川と引き分ける実力を持つが、京四郎と闘う頃にはバッド・トリップ、皮膚寄生虫妄想が起こり、簡単に骨折とシンナーによりボロボロになっていた。追い詰められたことで自殺を図ろうとしたが、京四郎によって阻止される。京四郎曰く「緑川がいなければオレも谷口と同じような人間になっていた」とのこと。
池内（いけうち）
上田第八中で谷口と強力コンビとして上田北中を仕切っていた。
美加（みか）
谷口の元彼女で共に清高に進学する予定だった。
鬼頭 良男（きとう よしお）
京四郎達の中学時代の先輩で、中学の表番。鬼神の如き強さで、本気のパンチは京四郎を反対車線の歩道迄吹っ飛ばした。高校時代「タイマンなら鬼頭、群れなら相沢」と評される程強かった。硬派でドラッグ等は許さないが、後輩思いで人望が厚く、京四郎が一番慕っている先輩でもある。中学時代野球がとても下手だったが、大学に入ると野球はおろか槍投げ、長距離走、剣道等何でもこなすスーパーマンと化していた。
達山天人（たつやま てんじん）
アウドドア編で度々登場する山の達人。山菜採りや釣りの腕は作中トップクラス。自然を愛するが故にマナーにはうるさく、それが暴走して過剰な行動に出ることもよくある。
達山ヌエ（たつやま ぬえ）
達山天人の妻。良妻賢母だが、能面をかぶると性格が豹変する。
香田亜門（こうだ あもん）
上田北高校の番格。京四郎や緑川とは仲が良い。一方で上村とは、上田市内における上田北高・南高の縄張り争いの関係から対立しており、時折小競り合いを起こす（大抵は京四郎らに仲裁される）。実家は角打ちコーナーのある酒屋で、京四郎らが亜門の頼みで（来店する迷惑客への対応のため）助っ人に行ったこともある。

## ドラマCD
エアーズから1998年10月1日に「コミックドラマシリーズVol.1」として発売。JAN：4988015080452　規格品番：AYCM620
脚本：神戸一彦
キャスト
- 佐倉京四郎：菊池正美
- 緑川誠：林延年
- 西山麗子：中川亜紀子
- 遠山：宮川佳大
- 相沢:子安武人
- 小宮山:遠藤章史
- 金山:杉村和哉
- 白崎：宮野隆矢
- 長崎:飯田利信
- お母ん：高木優佳
- 加瀬田進:米田文子

メニュー
1. 「改札口」歌：小谷伸子
2. 第一話「京四郎&麗子 登場！」
3. 第二話「お母んが行く！」
4. 第三話「VS3年」
5. 第四話「緑川の手毬歌」
6. 第五話「長い夜」